# Anfibios de Costa Rica

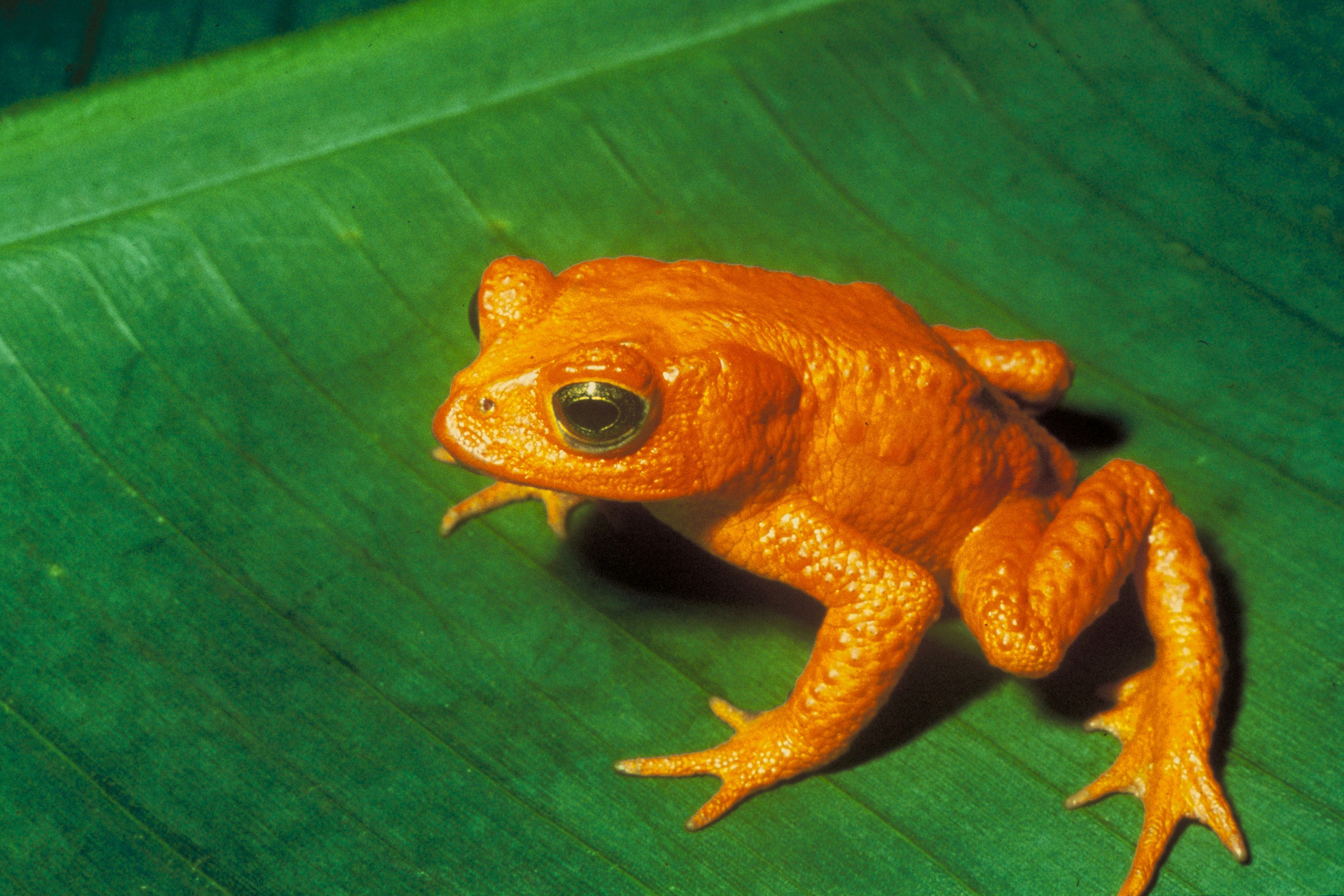
Sapo dorado de Monteverde

Conocida mundialmente por su  diversidad biológica y el sistema de conservación modelo, Costa Rica es el hogar de una gran variedad de anfibios, con casi 200 especies formando parte de una fauna singular, 20 de las cuales son endémicas. La fragilidad del grupo y su susceptibilidad a los microcambios ambientales los vuelven muy vulnerables a las alteraciones de los hábitats naturales que ocupan, tal como los ecosistemas tropicales o los nichos en los estratos medios de los bosques. Reflejo de esta situación es la desaparición de especie sapo dorado de los bosques nubosos de Monteverde, donde era endémica, y el riesgo de varias especies (más de 20) amenazadas.

## Grupos de anfibios
Al igual que los reptiles, los anfibios son de sangre fría. Su temperatura corporal varía en función de la temperatura ambiental. La mayoría tienen un ciclo vital con dos fases distintas: las crías viven en el agua y los adultos en tierra firme. 

### Ranas y sapos

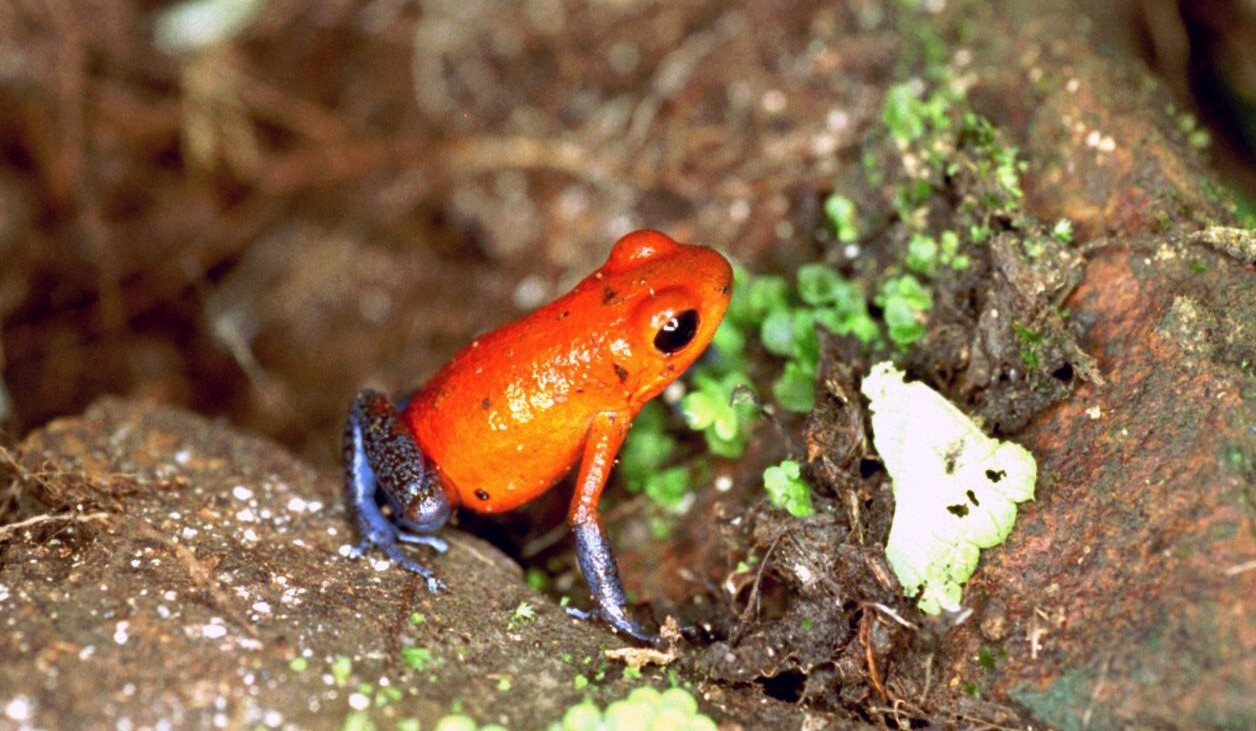
Rana Venenosa

Caracterizadas por su gran diversidad y colorido, las ranas constituyen los elementos más sobresalientes de la herpetofauna de los bosques tropicales. Ocupan varios hábitats, tales como orillas de los ríos, lagunas o el piso de los bosques húmedos e incluso en las bromelias de las ramas de los árboles en los estratos medios del bosque.
Los sapos se diferencian de las ranas estructuralmente por la presencia de glándulas y generalmente su tamaño es mayor, aunque existen sapos de poca talla, comparables a las ranas.
Sobresalen las ranas arborícolas y las llamadas arlequín de brillantes colores, así como son muy conspicuos las ranitas y sapos venenosos de colores llamativos.

### Salamandras

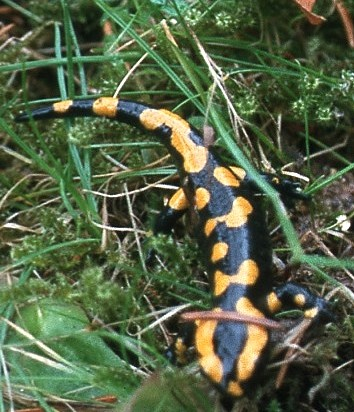
Salamandra

Anfibios, más de 40 especies, con aspecto general de lagartijas, se distinguen por la condición de su piel húmeda y su ciclo de vida. Se encuentran en zonas de elevada pluviometría y humedad relativa muy alta, incluso en los páramos. Las salamandras tienen colores llamativos con una piel lisa y reluciente, por la cual absorben agua y oxígeno y segrega también una mucosa que en algunas especies tiene toxinas defensivas.

### Solda con solda
Carentes de extremidades, estos batracios son llamados también cecílidos y tienen aspecto de gusanos o lombrices, pueden pasar periodos considerables en tierra. El cuerpo es cilíndrico y de pocos centímetros de largo. Siete especies se han reportado. 